# ロバート・D・ヘア
ロバート・D・ヘア（英語: Robert D. Hare、1934年 - ）は、カナダ・アルバータ州カルガリー生まれの犯罪心理学の研究者。サイコパシー・チェックリスト(PCL)およびその改訂版(PCL-R)を開発したことで有名。FBIの「児童誘拐・連続殺人捜査リソースセンター」(CASMIRC)や北米および英国の刑務所などでも活動している。
ヘアは、屋根工事請負業者の父親とフランス系カナダ人の家系の母親と共にカルガリーの労働者階級として育った。やがて、成長したヘアは、アルバータ大学の芸術学士号を取得した後、心理学に重点を置き、学位を取得。 1959年に心理学のクラスで出会ったアベリル・ヘアと結婚し、1年後、娘のシェリルが誕生した。1963年にウェスタンオンタリオ大学で実験心理学の博士号を取得。現在はブリティッシュコロンビア大学の名誉教授として研究を行なっている。 2010年12月30日、カナダ勲章を授与された。

## 著書
- Psychopathy: Theory and Research (1970) ISBN 978-0-471-35147-4
- Without Conscience: The Disturbing World of the Psychopaths Among Us (1993, reissued 1999)  ISBN 978-0-671-73261-5 
翻訳書籍:『診断名サイコパス』早川書房
- Snakes in Suits: When Psychopaths Go to Work (2006), with Paul Babiak ISBN 978-0-06-083772-3 
翻訳書籍:『社内の「知的確信犯」を探し出せ』早川書房